# Joseph Sweens
Joseph Francis Marie Sweens, MAfr, (* 22. März 1858 in ’s-Hertogenbosch; † 12. April 1950) war ein niederländischer römisch-katholischer Bischof in Deutsch-Ostafrika bzw. Tanganjika, heute Tansania.
Sweens wurde am 3. April 1882 zum Priester für das Bistum ’s-Hertogenbosch geweiht.  1889 trat er als Novize den Weißen Vätern bei und legte am 22. September 1891 die Profess ab. Anschließend wurde er Direktor der Laienbrüder im Maison Carrée in Algier. Später wirkte er in der Ausbildung der Brüder in Europa.
Ab 1901 wirkte er im Apostolischen Vikariat Unyanyembe. Bis 1905 arbeitete er in dem Teil des Vikariats, welcher heute zu Burundi gehört. 1906 kehrte er zum Generalkapitel der Missionsgesellschaft nach Europa zurück und wurde Superior der Missionsschule in Boxtel.
Papst Pius X. ernannte ihn am 1. Januar 1910 zum Titularbischof von Capsa und Koadjutor-Apostolischen Vikar von Süd-Victoria-Nyanza. Die Bischofsweihe spendete ihn am 20. Januar 1910 Wilhelmus van de Ven, Bischof von ’s-Hertogenbosch. Mitkonsekratoren waren Augustinus Josephus Callier, Bischof von Haarlem, und Josephus Hubertus Drehmanns, Bischof von Roermond. Als am 12. Dezember 1912 Jean-Joseph Hirth, MAfr, zum ersten Apostolischen Vikar von Kivu in Burundi ernannt wurde, folgte er diesem als Apostolischer Vikar von Süd-Victoria-Nyanza nach. Am 15. Januar 1915 änderte Papst Benedikt XV. der Name des Apostolischen Vikariats in Victoria-Nyanza. In den 1920er Jahren brach die Disziplin im Priesterseminar in Rubya zusammen. Schließlich wurde eine Untersuchung eingeleitet und zur Auflösung des Großen Seminars führte. Am 12. November 1928 nahm Papst Pius XI. seinen Rücktritt an. Im April 1929 wurde das Apostolische Vikariat in Bukoba und Mwanza aufgeteilt.